# Eurosky Business Park
Eurosky Business Park, noto anche come Europarco, è un'ampia area a destinazione commerciale, direzionale e residenziale situata in zona Torrino a Roma. Esso comprende: le due strutture civili più alte della città, ossia la torre Eurosky e la torre Europarco, la sede del Ministero della salute e il centro commerciale Euroma 2.